# Macaranga stenophylla
Macaranga stenophylla är en törelväxtart som beskrevs av Ferdinand Albin Pax och Käthe Hoffmann. Macaranga stenophylla ingår i släktet Macaranga och familjen törelväxter. Inga underarter finns listade i Catalogue of Life.